# Tinis
Tinis ali Tis (egipčansko Čenu, starogrško Θίνις, Θίς, latinizirano: Thinis, This) je bila prestolnica prvih dinastij Starega Egipta. Mesta še niso odkrili, čeprav je dobro dokazano v egipčanskih zapisih, tudi v Manetonovi Egiptiaki (Zgodovina Egipta). Slednji omenja, da je bil Tinis središče Tiniške konfederacije, plemenske zveze, katere vodja Menes (ali Narmer) je okoli 3150 pr. n. št. združil Egipt in postal prvi faraon. V Tretji dinastiji se je prestolnica Egipta preselila v Memfis in Tinis je začel hitro izgubljati svoj pomen. Za Memfis se domneva, da je bil prva prava in trdna prestolnica Egipta. Tinis je imel zaradi geografske lege med rivalskimi herakleopolskimi in tebanskimi dinastijami v prvem vmesnem obdobju Egipta in bližine nekaj vojaško pomembnih oaz nekaj vpliva tudi v kasnejših kraljestvih. Svoj vpliv je dokončno izgubil v rimskem obdobju, ko je izgubil vlogo upravnega središča. 
Tinis je zaradi stare slave ostal pomembno versko središče z grobnico in mumijo regionalnega božanstva. Iz Knjige mrtvih, na primer, je razvidno, da je v staroegipčanski kozmologiji igral vlogo mitskega mesta v nebesih.
Natančna lokacija Tinisa ni znana, večina egiptologov pa se strinja, da je v bližini Abidosa in sodobne Girge.

## Ime in lokacija
Ime Tinis (starogrško Θίνις, latinizirano: Thinis) izhaja iz Manetonove rabe pridevnika tiniški za opis faraona Menesa. Ker za Tinis ni nobenega ustreznega grškega imena, se ime šteje za izvirno egipčansko in med egiptologi najbolj priljubljeno ime. Ime se pojavlja tudi v skrajšani obliki Tis (starogrško Θίς, latinizirano: This).
Egiptologi so na osnovi da zdaj znanih zapisov Tinis umestili v okolico sedanje Girge, čeprav je bilo predlaganih tudi nekaj drugih lokacij, na primer El Birba, kjer naj bi našli fragment spomenika z omembo Tinisa.

## Zgodovina

### Preddinastično in zgodnja dinastična bdobja
Četudi arheološko najdišče Tinis še ni bilo odkrito, gostota prebivalstva v abidoško-tiniški regiji kaže, da je bila pomembna že v 4. tisočletju pr. n. št. Tinis je omenjen tudi kot najstarejše kraljevsko pokopališče v Egiptu.
V zgodnjem obdobju je Abidos prepustil politično oblast Tinisu, sam pa ostal najvišje versko središče. Vloga Tinisa kot središča Tiniške konfederacije (ali Ničte dinastije) in zgodnjega dinastičnega obdobja, predvsem Prve in Druge dinastije, je povzeta po Manetonu. Zgleda, da je bilo v Tinisu tudi glavno pokopališče faraonov od Prve do pozne Druge dinastije.

### Staro kraljestvo
Politična moč Tinisa je bila očitno kratkoživa in se je končala na začetku Tretje dinastije (okoli leta 2686 pr. n. št.), ko je glavno politično in versko središče Egipta postal Memfis. Tinis je kljub temu ohranil lokalni vpliv: v Peti dinastiji je bil verjetno sedež "nadzornika Gornjega Egipta", državnega uradnika, odgovornega za dolino Nila južno od njegove delte, skozi celo antiko pa je bil eponimno upravno središče VIII. noma Gornjega Egipta in sedež njegovega nomarha.
V vojnah v prvem vmesnem obdobju Egipta (okoli 2181 do okoli 2055 pr. n. št.) je nomarh Hierakonpolisa Anktifi od "nadzornika Gornjega Egipta" v Tinisu zahteval priznanje neodvisnost in ga celo napadel. Zgleda, da šlo samo za razkazovanje moči, nevtralnost meščanov pa je dosegel s pošiljko žita.
Po Anktifijevi smrti je Tinis postal najbolj severni nom Gornjega Egipta, ki je prišel pod oblast Intefa II., faraona tebanske Enajste dinastije (okoli 2118 do okoli 2069 pr. n. št.). Prodiranje tebanske armade proti severu je v bitki pri Tinisu ustavil Keti III., faraon herakleopolske Devete dinastije, omenjen v Poučevanju kralja Merikareja. S faraoni herakleopolske dinastije in njihovimi zavezniki, nomarhi Asjuta, se je kasneje vojskoval tudi Intef II. Meja med severom in jugom se je ustalila nekje med Tinisom in Asjutom.
Ko se je moč Teb utrdila, je Mentuhotep II. (okoli 2061–2010 pr. n. št.) na svoji kampanji za ponovno združitev Egipta osvojil Tinis, v katerem je takrat vladal upor, verjetno na pobudo Herakleopolisa. Mentuhotep je s pomočjo vojske pod poveljstvom nomarha Asjuta  vzpostavil popoln nadzor nad mestom.
V drugem vmesnem obdobju Egipta (okoli 18. stoletja pr. n. št.) se je Tinis verjetno ponovno uprl in dosegel nekaj samostojnosti.  Ryholt je zato leta 1997 predlagal, da bi se Abidoška dinastija morala preimenovati Tiniško dinastijo, in da je bil sedež dinastije vsekakor v Tinisu, ki je bil upravno središče noma.

### Novo kraljestvo in pozno obdobje
Počasno upadanje vpliva Tinisa se je za nekaj časa ustavilo v Osemnajsti dinastiji (okoli 1550 do okoli 1292 pr. n. št.), ko je postal pomemben zaradi geografskih povezav z več oazami, pomembnimi morda za egipčansko vojsko. V tem obdobju je položaj župana Tinisa zasedalo več pomembnih osebnosti Novega kraljestva: Setepihu, ki je sodeloval pri postavljanju obeliska faraonke Hačepsut, in je upodobljen na  zglednem blokovnem spomeniku; glasnik Intef, nepogrešljiv član faraonovega dvora in sopotnik Tutmoza III.; in Min, učitelj princa Amenhotepa III.
V zgodovinskem obdobju se je Tinis zmanjšal na zgodovinsko nepomembno naselje. Zavajajoča omemba »Nespameduja, kralja Tinisa« na asirski steli iz 7. stoletja pr. n. št. ni nič drugega kot odraz asirskega »nepoznavanja subtilnosti egipčanske politične hierarhije.«
Tinis je zagotovo že pred rimskim obdobjem prenehal biti upravno središče noma. Novo središče je, morda že ob ustanovitvi (Ptolemaj I. Soter), postal Ptolemais Hermiou.

### Religija
Vsak  nom je imel grobnico in mumijo svojega nomskega boga. V Tinisu je bil tempelj in zadnje počivališče boga Anhurja, »bika Tinisa«, ki so ga po njegovi smrti častili kot Hentiamentija. Anhur je bil tudi glavni bog lokalne eneade.
Visoki svečenik Anhurjevega templja se je imenoval »prvi prerok« ali »poglavar vidcev«. Maspero (1903) je na njegov naslov gledal kot na odraz upadanja tiniškega statusa mesta.
Eden od poglavarjev vidcev, Anhurmoz, ki je umrl med vladanjem faraona Merneptaha (okoli 1213 – okoli 1203 pr. n. št.), je prekinil običaj svojih predhodnikov iz Novega kraljestva, in se dal pokopati v Tinisu in ne v Abidosu.
V Tinisu se je častila tudi levinja-boginja in Anhurjeva soproga Mehit. Obnovo Mehitinega templja v Tinisu je nadziral verjetno svečenik Anhurmoz.
Nekaj dokazov kaže, da je bil položaj poglavarja vidcev Anhurja v Tinisu družinska domena. V herakleopolskem obdobju je  nekega Hagija nasledil njegov starejši brat, ki je bil tudi Hagi, oba pa sta nasledila svojega očeta. V Novem kraljestvu je poglavarja vidcev  Venenneferja nasledil njegov sin Hori.
V staroegipčanski verski kozmologiji je Tinis igral vlogo mitskega mesta v nebesih. Po zapisih v Knjigi mrtvih so njegov velik pomen videli v določenih obredih. Kadar je bog Oziris triumfiral, se je fraza »v Tinisu se veselijo« nanašala na mitski Tinis in ne na zemeljskega.